# ヌーディストビーチ

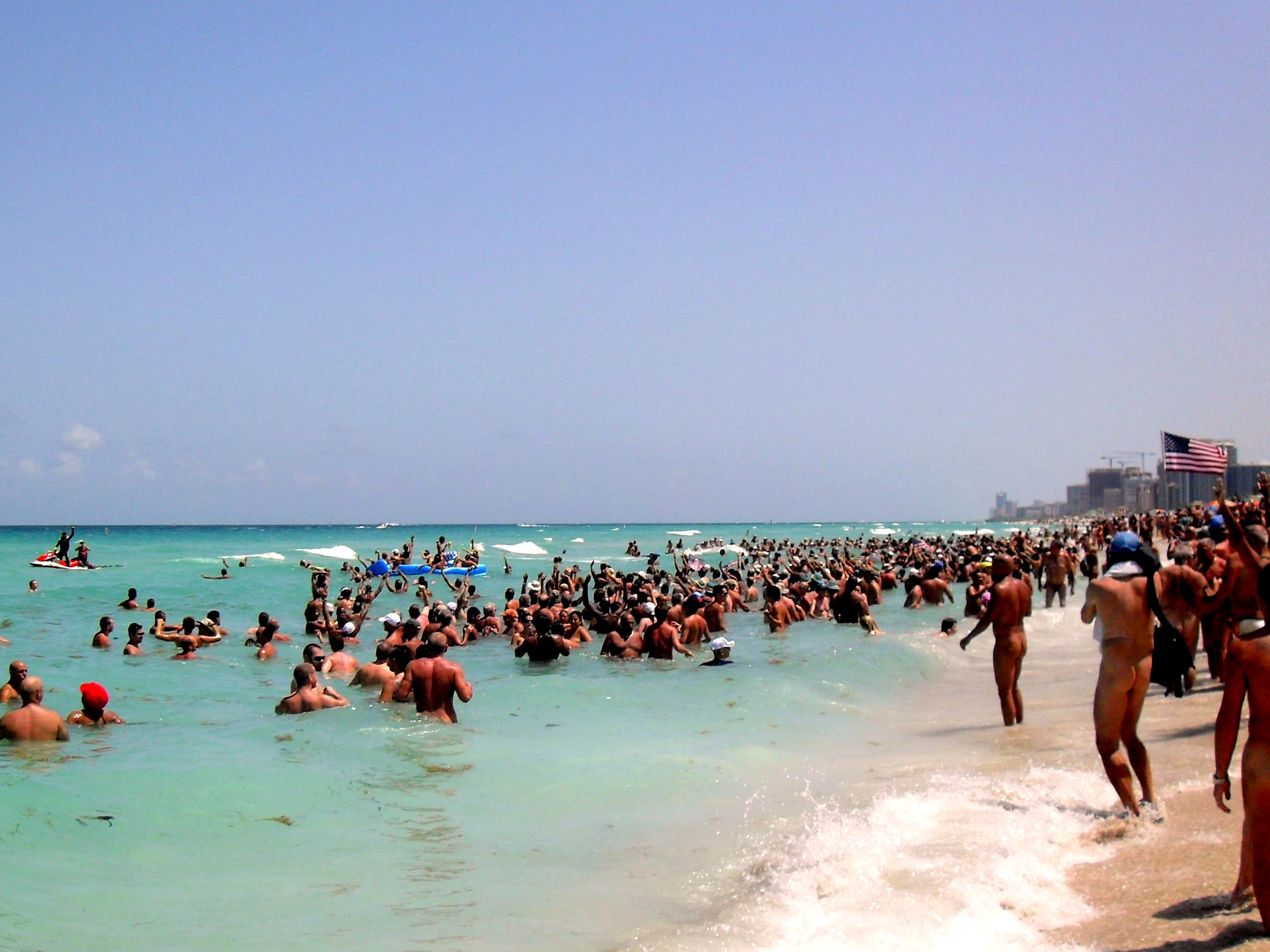
アメリカ合衆国・フロリダ州のホーローバー・ビーチ

ヌーディストビーチ（英語: nudist beach）とは、利用者が自由に全裸になれるビーチ（海水浴場）である。
ヌーディストビーチは通常、男女共用となっている。ヌーディストビーチは通常、公有地内にあり、何らかの運動に参加したり、個人的な信念を持っていたりすることなく、一般の人でも自由に施設を利用することができる。ヌーディストビーチの施設の利用は通常、匿名で行われる。ヌーディストリゾートや施設とは異なり、ヌーディストビーチの利用には通常、会員資格や審査はない。ヌーディストビーチ施設の利用は、通常、事前予約を必要としない。ヌーディストビーチには、法的に認可された公式のもの、住民や法執行機関が黙認している非公式のもののほか、違法のものもある。
一部の国では、ヌーディストビーチの数が比較的少なく、都市部から離れた場所にあることが多いため、通常のビーチよりもアクセスが困難な場合があり、施設もごく基本的なものであることが多い。デンマークのように、ほとんどのビーチがヌーディストビーチである国もある。
全裸水泳（ヌードスイミング）は、公共の場で裸になる最も一般的な形態の一つである。
ヌーディストビーチは、トップレスビーチとは異なる。トップレスビーチでは、女性も男性も上半身の衣服は脱いでもよいが、下半身の性器を覆う水着の着用が義務付けられている。ヌーディストビーチでは、下半身も着衣をする必要がない。
ヌーディストビーチは、そうでない海水浴場とは物理的に分離されていることが多い。また、ヌーディストビーチ利用者の間に快適な空間を確保する場合もある。ヌーディストビーチの利用に慣れていない利用者のために、ヌーディストビーチであることを示す標識が掲げられていることが多い。これは、裸体に抵抗がある人や、服を着ている人（特に窃視症のある人）に見られることを嫌うヌーディストビーチの利用者に配慮したものでもある。
日本語では「ヌーディストビーチ」の呼称が一般的であるが、英語ではnude beach（ヌードビーチ）とも言い、clothing-optional（服装自由）やfree beachとも呼ばれる。

## ヌーディストビーチの種類

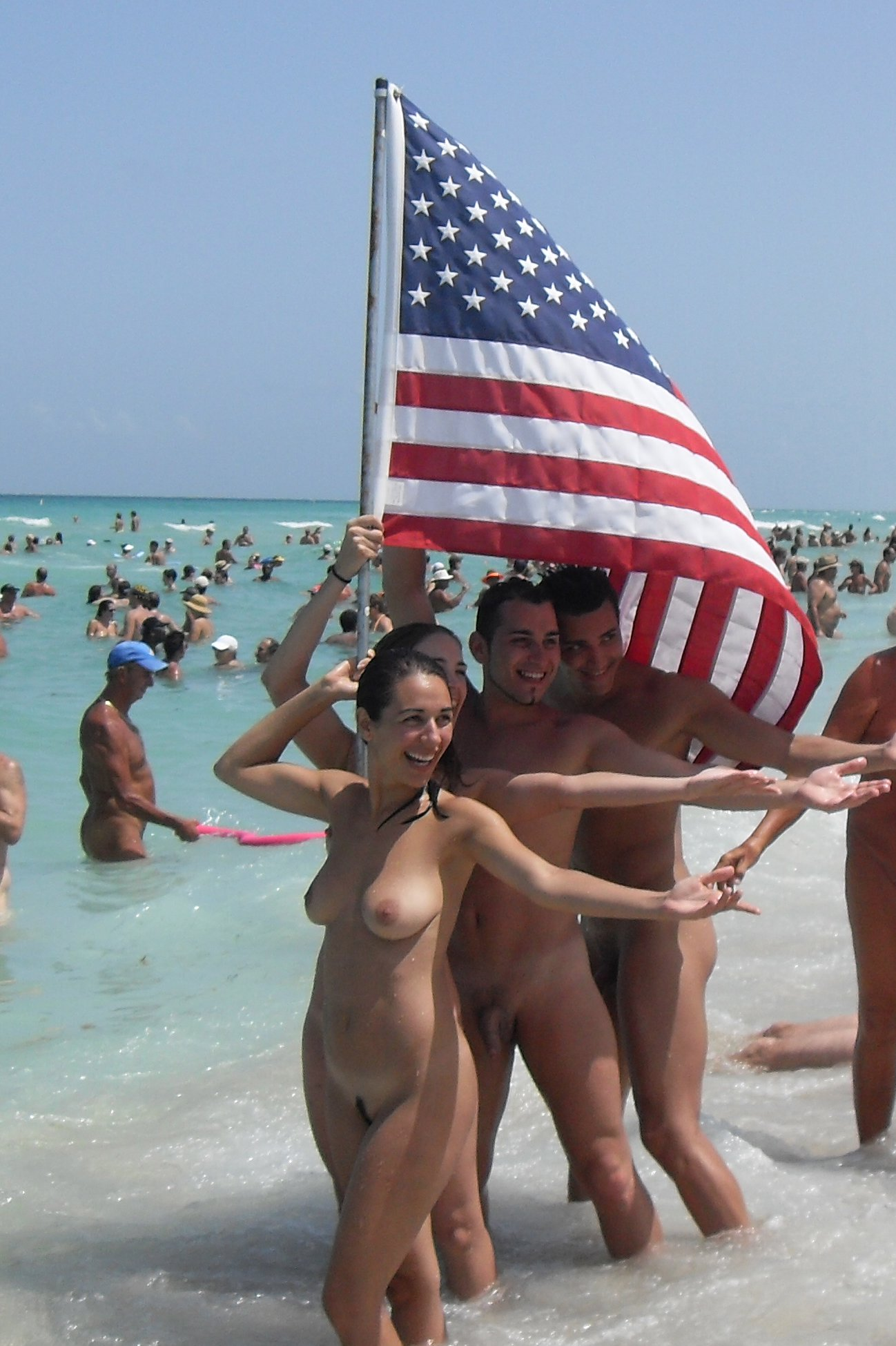
ヌーディストのグループ（ホーローバー・ビーチにて）

ヌーディストビーチは、以下のように分類される。
- （天候によっては）全裸になることが義務付けられているビーチ。このタイプは、ヌーディスト専用のリゾート地（ヌーディストリゾート（英語版））でよく見られる。
- 全裸になることが「推奨」されるが、義務ではないビーチ。このタイプは、プライベートリゾートやその他の私有地の一部である場合によく見られる。このようなヌーディストビーチでは、ほとんどの人が全裸になるが、全裸にならない人もいる。
- 全裸になることは「許可」されているが、義務ではないビーチ（服装自由のビーチなど）。デンマークのほとんどのビーチとノルウェーの一部のビーチはこのタイプである。アメリカ合衆国では、フロリダ州マイアミ・デイド郡バルハーバー（英語版）にあるホーローバー公園（英語版）[1]内に、郡が公式に指定した服装自由の区画がある。このタイプのビーチでは、全裸の人と服を着た人が混在していることがある。服を着ている人の中にも、周囲に全裸の人がいることで、着替えの際に短時間だけなら公衆の面前で全裸になることに抵抗を感じなくなる人もいる。
- 全裸になることは違法だが、当局が黙認しているビーチ。このタイプのビーチは、一般的に公共のビーチで、当局が現地の法律を施行しないことで、全裸になることを黙認している。

なお、ヌーディストビーチ（または服装自由のビーチ）とそれ以外の区画が分かれている場合に、ヌーディストビーチではない方のビーチを「テキスタイルビーチ」(textile beach)と呼んで区別する。

## 法的な状態

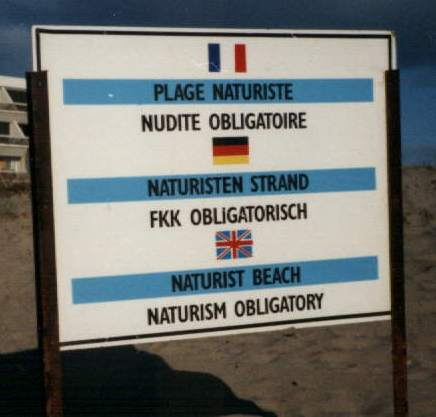
フランス、キャプ・ダグドのビーチに設置された、全裸になることが義務付けられていることを示す標識

ヌーディストビーチを含め、世界中のほとんどのビーチは公有地内にある。つまり、ビーチに隣接する民間のリゾートやホテルは、その敷地をフェンスで囲って出入りを規制することはできても、実際のビーチのエリアを個人で所有することは、ほとんどの国で認められていない。そのため、リゾート地では、所有する敷地内への立ち入りを規制したり、敷地内において服装の基準を設けたりすることはできても、隣接するビーチにまでその基準が適用されるとは限らず、現地の法律や慣習に従うことになる。また、ビーチ自体への一般の立ち入りは制限されないのが普通である。カリブ海の島々、メキシコ、フロリダなどがそうである。例えば、ジャマイカのネグリルにあるセブンマイル・ビーチでは、ビーチにはプライベート・リゾートが立ち並び、砂浜や水際までフェンスが張り巡らされているが、ビーチ自体は一般に開放されている。服装の基準はリゾートごとに異なるが、ビーチエリアは公式に「トップフリー」と定められており、一般の人も自由に利用することができる。
国際ナチュリスト連盟(INF)は、加盟団体のために行動規範を作成している。INFの行動規範では、ビーチにおけるあらゆる形態のセクシャルハラスメントや、自慰・性交などの性的行為を避けることを求めている。また、セクシャル・プレデターや対象者の許可を得ない写真撮影も許していない。一般的には、他の来場者のプライバシーを尊重することが求められている。規則や社会的圧力によって、他の人を凝視することは嫌がられる。
しかし、行動規範を強制することができるヌーディスト・リゾートやホテル内とは違い、多くのヌーディストビーチは公有地内にあるため、ヌーディストビーチの行動規範を守るかどうかは個人の倫理感覚にまかされており、それよりも法的な規制に従うことになる。

## 歴史

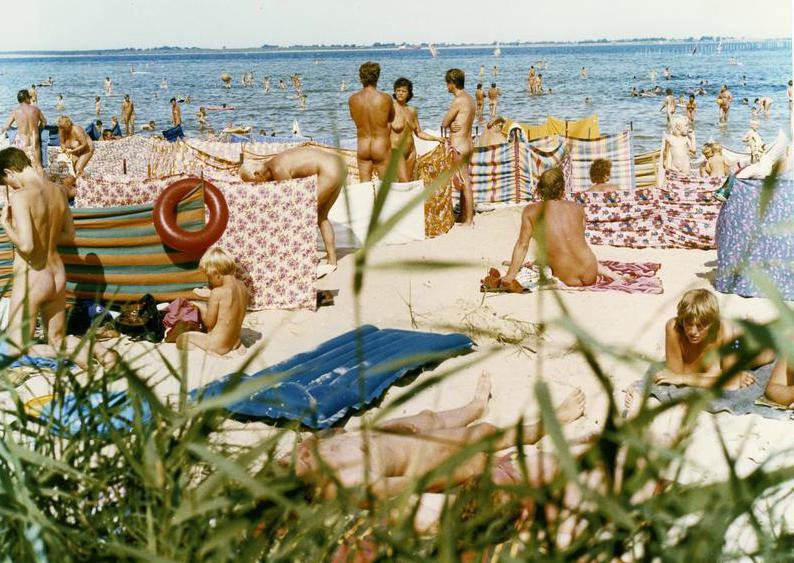
ドイツのヌーディストビーチ（1984年）

1936年、イギリス国王エドワード8世と愛人のウォリス・シンプソンがアドリア海クルーズの途中で立ち寄ったラブ島のビーチで、エドワード8世が地元政府から特別に許可を得て全裸で泳いだことから、これが世界初の公式なヌーディストビーチとなった。
ヌーディストビーチは、1950年代にフランスの海岸で人気を博して以来、世界中に広まったが、今でも数は少ないままである。
ヌーディストビーチの中には、フランスのキャプ・ダグドのように、より大きなヌーディストエリアの一部となっているものもある。デンマークのほとんどのビーチとノルウェーのいくつかのビーチは、服装自由（全裸になっても可だが、義務ではない）である。ドイツでは、ミュンヘンやベルリンなどの公共の公園で、全裸で日光浴をしても良い場所がある。クレタ島などのいくつかの観光地のビーチでも、都市部の一部のビーチを除いて全裸になることができる。バルセロナには、中心部に全裸になることができるビーチが2つある。